# Ruth Knüchel-Clarke
Ruth Knüchel-Clarke (* 2. Mai 1959 in Wuppertal-Elberfeld) ist eine deutsche Pathologin.
Nach dem Abitur studierte sie von 1977 bis 1984 Humanmedizin an der Universität Köln. Im Jahr 1984 erwarb sie die Approbation als Ärztin und wurde zum Doktor der Medizin promoviert. Sie arbeitete zunächst als Assistenzärztin unter Ch. Mittermayer in der Abteilung für Pathologie der RWTH in Aachen, 1988 wechselte sie als Visiting Scientist an die Universität Rochester, New York sowie die Stanford Research Institutes in den Vereinigten Staaten. 1990 ging sie als Wissenschaftliche Angestellte an das Institut für Pathologie der Universität Regensburg, wo sie im Jahr 1991 die Anerkennung als Fachärztin für Pathologie erwarb und sich im Jahr 1994 habilitierte. Zunächst erhält sie eine Stiftungsprofessur, 1997 erhält sie eine C3-Professur und ist als leitende Oberärztin des Institutes für Pathologie tätig.
Ende Dezember 2002 erhielt Knüchel-Clarke als erste Frau in Deutschland einen Ruf auf den Lehrstuhl für Pathologie des Universitätsklinikums Aachen, den sie zum 1. Oktober 2003 annahm. Mit dem 1. August 2022 wurde Knüchel-Clarke emeritiert.
Knüchel-Clarke erhielt 2000 von der Fachschaft Medizin in Regensburg den Preis für beste Lehre. Sie war von 2000 bis 2002 Präsidentin der Deutschen Gesellschaft für Zytometrie, sie ist Mitglied des Editorial Board des Journals Cytometry.
In Anerkennung ihrer jahrelangen Verdienste um die medizinische Fakultät der RWTH Aachen wurde Knüchel-Clarke im Jahre 2022 mit dem Ehrenpreis der medizinischen Fakultät (Preis für ausgezeichnete universitäre Lehre verliehen durch Aachens Medizinstudierende – „PAULA“) ausgezeichnet.
Als Mentorin und Betreuerin war sie bisher unter anderem für über 40 Dissertationen und Diplomarbeiten (Zahn- und Humanmedizin, Biologie, Physik und Chemie) zuständig.